# 希拉爾多 (安蒂奧基亞省)
希拉爾多是哥倫比亞的城鎮，位於該國北部，由安蒂奧基亞省負責管轄，距離首府麥德林127公里，始建於1845年，面積239平方公里，海拔高度2,054米，2005年人口4,146。
6°40′49″N 75°57′11″W / 6.68028°N 75.95306°W